# Pasquale Celommi
Pasquale Celommi (Montepagano, 5 gennaio 1851 – Roseto degli Abruzzi, 9 agosto 1928) è stato un pittore italiano.
A detta di Luigi Illuminati, non fu soltanto un maestro del pennello, fu anche maestro di vita per la disciplina del lavoro e per l’austerità dei costumi e sentimenti.

## Biografia
Nacque il 5 gennaio 1851 da Isaia, calzolaio, e da Marina De Bernardinis a Montepagano, una frazione di Roseto degli Abruzzi. Già da piccolo dava dimostrazione dell’amore verso la pittura disegnando, con il carbone, lungo le fiancate delle “paranze” poste a riva, sulla spiaggia. Fu notato quand'era solo tredicenne da Camillo Mezzopreti, un facoltoso collezionista locale e pittore dilettante, che fu il suo primo maestro e, soprattutto, il finanziatore dei suoi primi studi.
Nel 1873 vinse il concorso del pensionato artistico indetto dall'amministrazione provinciale di Teramo, che gli permise di frequentare la Scuola libera del nudo presso l'Accademia di belle arti di Firenze, dove ebbe come maestro Antonio Ciseri. Tra le frequentazioni fiorentine di Celommi, rientra quasi sicuramente lo scultore giuliese Raffaello Pagliaccetti, vista la loro comprovata amicizia negli anni successivi al soggiorno toscano. A Firenze si sposò, il 18 agosto 1880, con la diciassettenne Giuseppina Giusti (nipote del poeta Giuseppe Giusti), dalla quale ebbe 11 figli. Nel 1881, poco dopo la nascita del suo primogenito Raffaello, a causa della salute precaria del piccolo, tornò a Roseto.

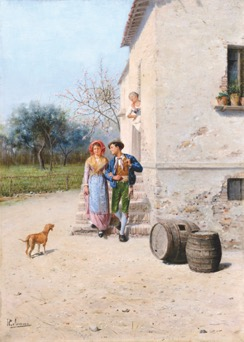
I fidanzati

Il cambio di residenza fu felice "per lui che lasciata Firenze e tornatosene nella sua ridente Rosburgo, poté sciogliersi dalle pastoie onde lo aveva avvinto quell'accademia e studiare da vicino quella natura rustica, che egli aveva tanto amato. Il Celommi cambiò stile tanto tosto ne risentì anche un benefico effetto, perocché i suoi quadri divennero ricercatissimi, le sue figure non più modelli travestiti ma quali si vedono nella vita, e però i suoi quadri ebbero impronta singolare di vitalità e di sentimento vero”. Divenne ben presto ospite gradito delle maggiori famiglie del teramano, come scrisse Raffaele D'Ilario : “il successo delle opere fruttò al giovine artista abruzzese le simpatie delle famiglie aristocratiche che facevano a gara per averlo nei loro principeschi ricevimenti”.
Nell'ultimo ventennio dell'Ottocento, Celommi si dimostrò un pittore molto prolifico e, diversamente da quanto fece in seguito, partecipò di frequente alle mostre, locali e non, come ad esempio la II Esposizione Operaia di Teramo del 1888, la mostra "Italo Americana" di Genova (Colombiana) del 1892 e la LXVI Esposizione di Belle Arti di Roma del 1895.

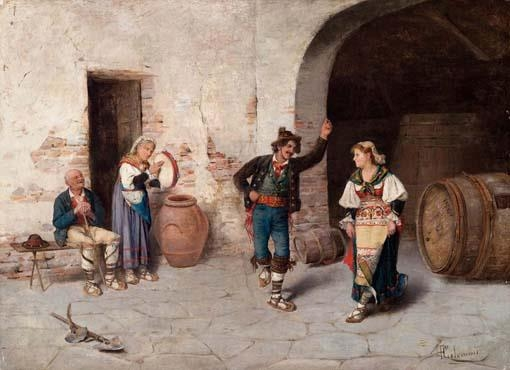
Saltarello ciociaro, 1878

La numerosa committenza, italiana e straniera, non impedì a Celommi d'interessarsi alle questioni amministrative della giovane cittadina: lui ed altri consiglieri proposero la creazione di un viale a mare di circa un chilometro.
In quel periodo, pur rimanendo a Napoli, ebbe la possibilità di ricevere nuovi stimoli e di conoscere le opere di autori diversi. Infatti, rafforzò l'amicizia con Vincenzo Bindi, colto collezionista d’arte e genero di Consalvo Carelli, e col pittore Francesco Paolo Michetti, che spesso veniva a trovarlo nel suo studio, posto al primo piano di un castelletto fatto costruire da Celommi in riva all'amato mare Adriatico. Nacque anche un rapporto epistolare con Teofilo Patini.
Dal 1900 l'artista, oltre ad avvalersi dell'aiuto del figlio Raffaello Celommi, lavorò in maniera continuativa per la galleria dei fratelli D'Atri di Roma e per alcune gallerie estere: la Winterstein di Vienna e le gallerie Bekerans di Monaco di Baviera e di Berlino, che gli assicurarono una buona commercializzazione delle sue tele nei paesi mitteleuropei.
Nel 1925 ricevette il titolo di "Commendatore" dell'Ordine della Corona d'Italia.
Negli ultimi anni, pur non partecipando alle mostre o ad altre occasioni ufficiali, il pittore poté godere dell'attenzione costante della stampa italiana, che ormai era solita definirlo "il pittore della luce".
Pasquale Celommi morì a Roseto il 9 agosto 1928, in seguito a una nefrite. Così fu ricordato dai suoi contemporanei: alto, magro, dall'occhio bruno brillante, un po' rude, ma gentile e di una bontà smisurata; viveva alla giornata, lavorava con gioia, pago della sua arte, della sua famiglia e della sua modesta realtà provinciale.
Per rendere onore al celebre concittadino, il comune di Roseto degli Abruzzi gli ha intestato una scuola elementare e il tratto centrale del lungomare.

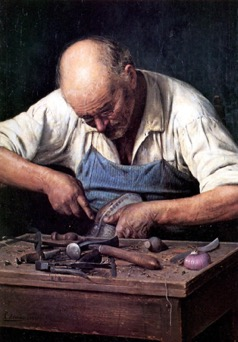
Il ciabattino
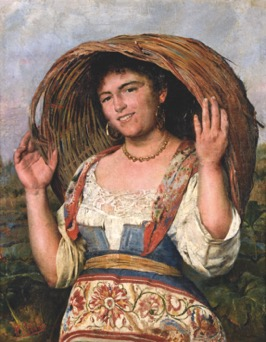
Contadina abruzzese
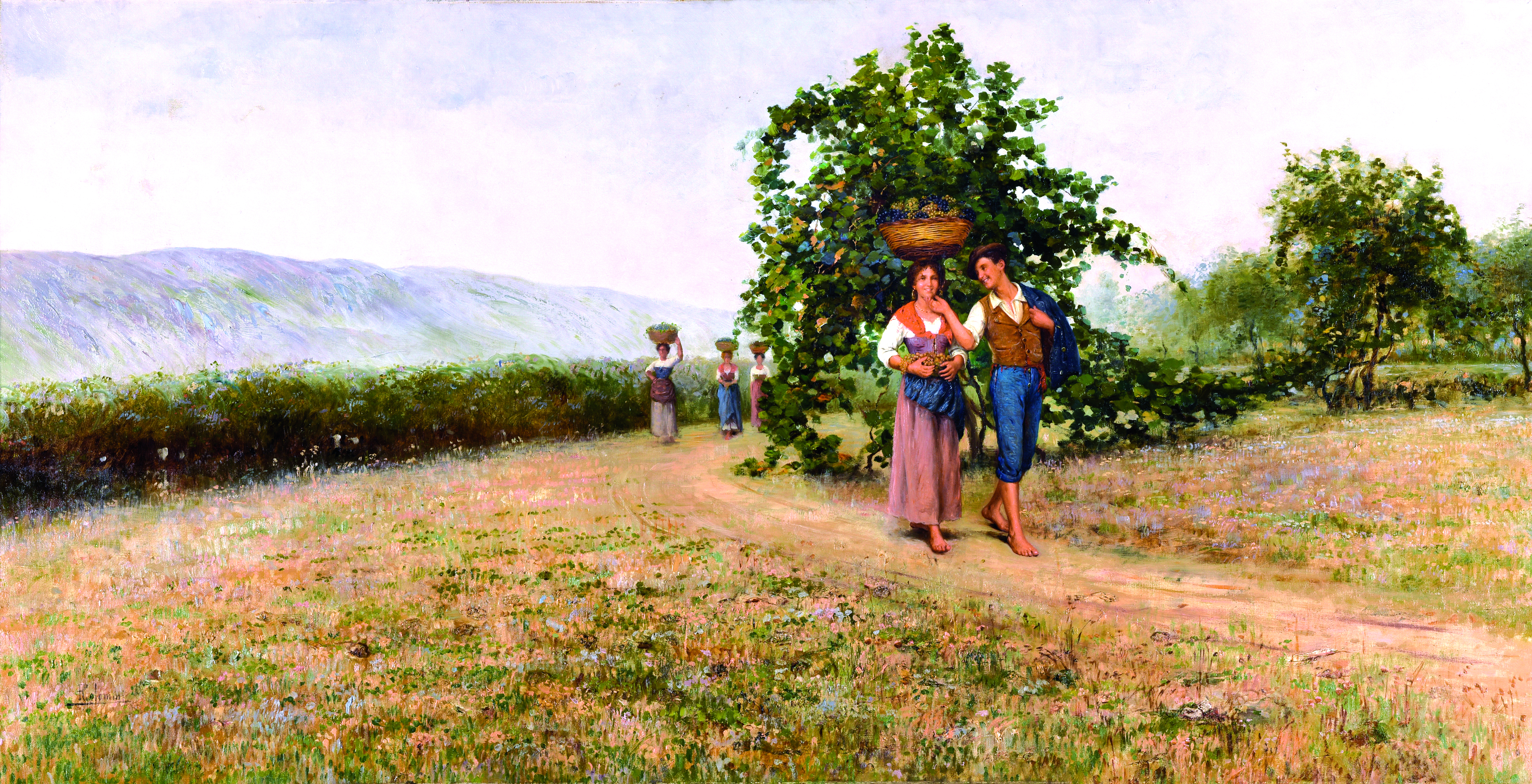
Autunno
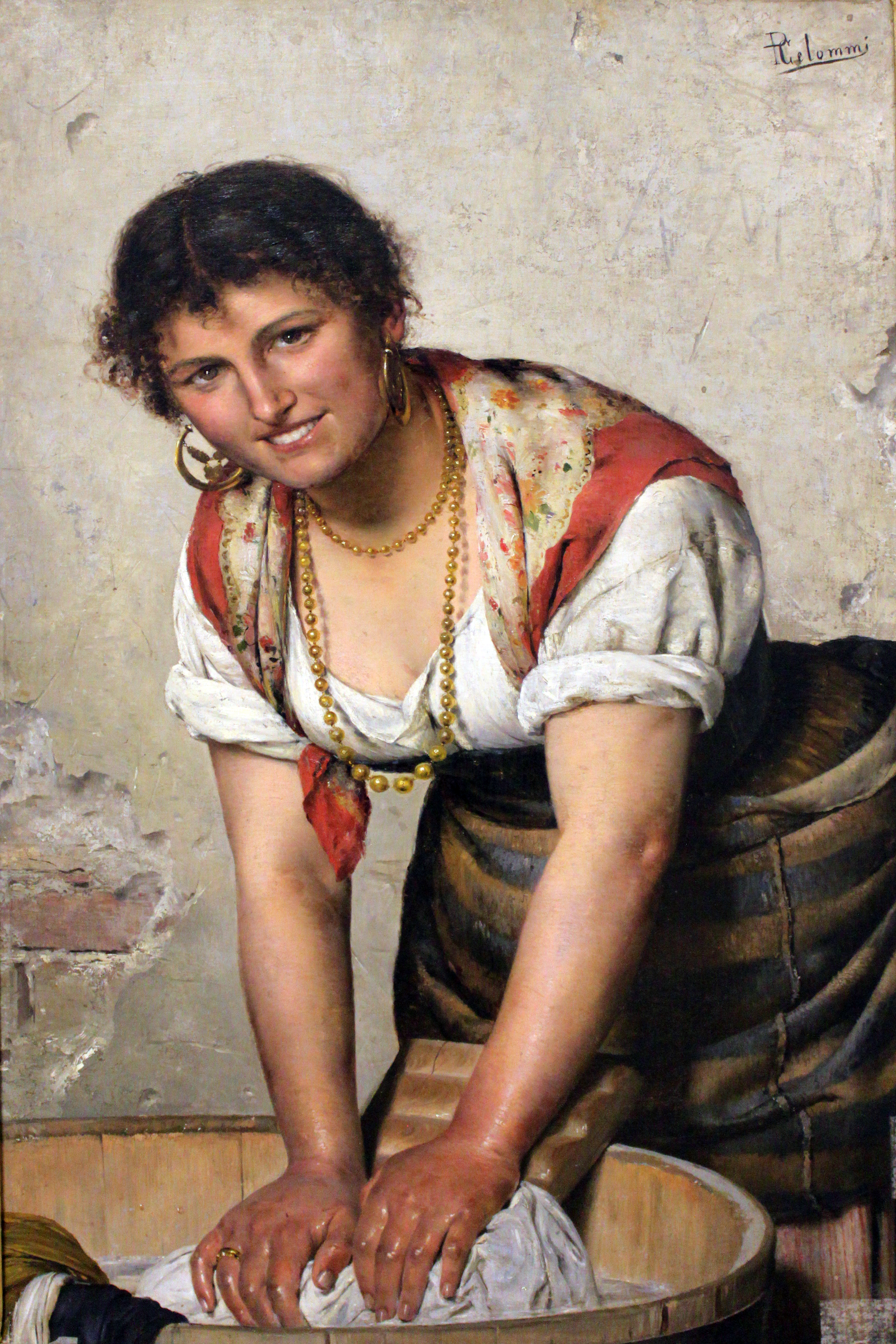
Lavandaia abruzzese
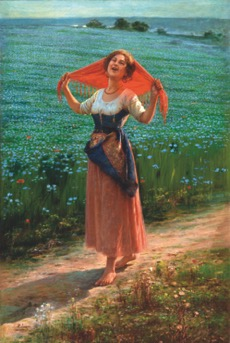
Canto d'amore
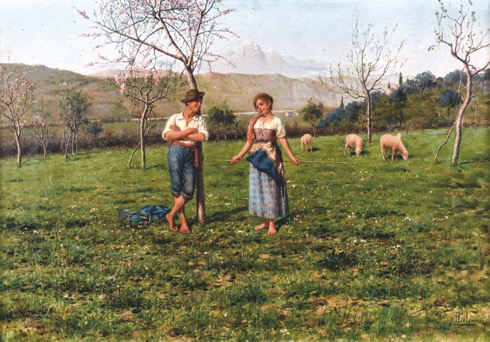
Idillio
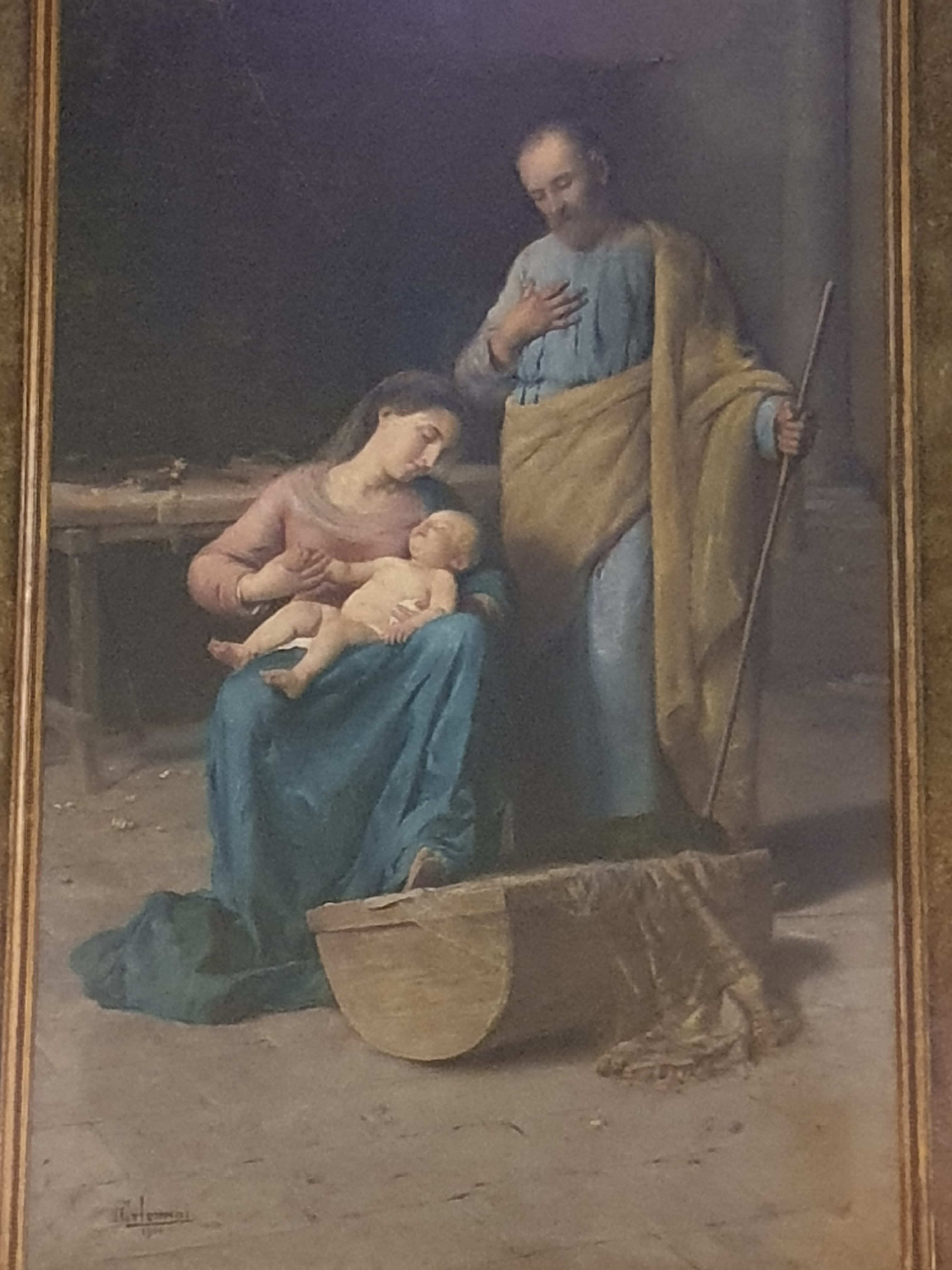
La Sacra Famiglia, 1904

## Lo stile

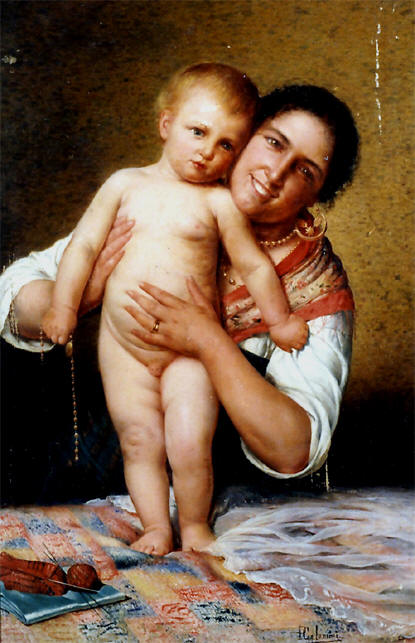
Il mio gioiello, Pasquale Celommi

All'inizio della sua carriera, si dedicò principalmente alla realizzazione di tele di gusto accademico-classicista, o di atmosfera esotica in stile morelliano. Tornato da Firenze e a contatto con la propria gente, il suo stile di pittura, con la maturità, si evolvé diventando fortemente verista. Al contrario di quanto si può dire di opere posteriori, i quadri di fine '800 mostrano una pennellata particolarmente pastosa e, nella maggior parte dei casi, un uso di colori scuri e "pieni", comunque mai squillanti.
Dopo l'esperienza di alcuni temi sociali (Operaio 1888, Ciabattino 1895), si dedicò a soggetti religiosi con La Crocefissione, per la Madonna delle Grazie (Teramo), e la Sacra Famiglia, nella chiesa parrocchiale di Roseto. Di fronte a temi fondamentali della pittura sacra, Celommi riuscì a trasmettere un'emozione libera da retorica e da convenzionalismi, attraverso l'essenzialità del supremo momento rappresentato e la casualità dei particolari realistici, che collocano lo spettatore dinanzi a un 'tableau vivant'.
La produzione degli ultimi anni di Celommi è costituita principalmente da pitture di marine, in cui il pittore usa colori più chiari e una pennellata più leggera, dedicandosi alla resa della luce naturale, dimostrando la sua grande abilità nel riprodurre l'atmosfera delle albe e dei tramonti sul mare, tanto che iniziò a sentirsi l'espressione: "Questo è un quadro alla Celommi". Le sue marine sono splendidi spaccati di vita quotidiana: lungi da essere quadri paesaggistici, hanno sempre come protagonisti i pescatori. Celommi fu un "cantore del mare" del quale subì il fascino mutevole, l'infinita e misteriosa bellezza, gli effetti vibranti della luce.
La fedeltà al reale della sua pittura, scaturita da un bisogno istintivo di narrazione, permette all'osservatore di sfogliare le pagine di un libro che racconta la terra abruzzese, attraverso immagini prive di retorica e senza forzati lirismi. I sentieri dei pastori, i gesti sapienti degli artigiani e le occupazioni quotidiane delle donne sono ciò che davvero definiva la vita di allora; ci vengono mostrati con una veridicità scevra da ogni tipo di intellettualismo e di distaccata interpretazione, ma anzi vissuti dall’interno come intimo contesto quotidiano, radice profonda della propria cultura. Il pittore fu definito "l'Abruzzese autentico", che venera la sua patria per la bellezza dei suoi panorami e per la semplicità della sua natura.
Per la gran parte della produzione artistica di Celommi, la luce definisce i contorni e dà la propria consistenza agli oggetti e ai personaggi. Le albe e i tramonti sono i momenti prediletti dal pittore, non soltanto per ragioni puramente estetiche e luministiche: le barche che vanno e che tornano, le rive affollate di uomini e donne che si affaticano sulle reti descrivono i momenti più frenetici della giornata dei pescatori, sul loro “personale” tratto di Adriatico. Un omaggio all’Abruzzo, che nelle sue tele si rivela in tutta la bellezza della sua natura rigogliosa, composta seppur ribelle, e nel consimile carattere della sua gente.
Pasquale Celommi è stato definito da Vittorio Sgarbi "maestro del mondo agreste e delle marine abruzzesi": «quello che lui ha visto e ritratto è l'ultimo momento di felicità di una bellezza per sempre».

## Produzione artistica
Pasquale Celommi ha prodotto molte tele nella sua vita, ma tra le più famosi possiamo ricordare:
- Lo sposalizio abruzzese (1886), nel Museo civico di Teramo;
- L'operaio politico (1888), nel Museo civico di Teramo;
- Il mio gioiello (1898), opera dispersa in seguito al furto del 2001;
- La lavandaia (1888), nella Pinacoteca civica V. Bindi a Giulianova;
- Il Ciabattino (1895), nella Villa comunale di Roseto degli Abruzzi;
- La crocifissione (1900);
- Le tre Marie alla croce (1900), nel Santuario della Madonna delle Grazie (Teramo);
- La Sacra Famiglia (1904), nella chiesa di Santa Maria Assunta a Roseto degli Abruzzi;
- La sposa del pescatore (1906);
- Alba sul mare (1910);
- Burrasca (1910).